# Eric T. Olson
Eric Thor Olson (Tacoma, 24 gennaio 1952) è un ammiraglio statunitense, ex-comandante del United States Special Operations Command di Tampa, Florida, dal 2 luglio 2007 all'8 agosto 2011. È stato inoltre comandante del Naval Special Warfare Development Group dal 1994 al 1997.

## Vita personale
Olson è sposato dal 1984 con Marylin, un membro personale delle Nazioni Unite nativa di New York, e da lei ha avuto due figli, Dan e Allyer Meacci

## Decorazioni
- Defense Distinguished Service Medal
- Navy Distinguished Service Medal
- Silver Star Medal
- Defense Superior Service Medal (2)
- Legion of Merit
- Bronze Star Medal